# جاكوب جوردن (سياسي)
جاكوب جوردن هو جندي وسياسي كندي، ولد في 31 مارس 1770، وتوفي في 1829. انتخب Member of the  Legislative Assembly of Lower Canada ‏.